# Kassa 2
Kassa 2 was het vervolg op Nederland 2 van het consumentenprogramma Kassa, dat door de VARA op zaterdag werd uitgezonden.
Kassa 2 werd op Nederland 2 uitgezonden vanaf 6 oktober 2007. Vanaf 26 september 2008 onderging Kassa 2 inhoudelijke veranderingen en werd het programma omgedoopt tot Kassa, de verlenging. De laatste uitzending van Kassa, de verlenging was op 27 april 2009.

## Kassa, de verlenging
Kassa, de verlenging was een consumentenprogramma dat verderging waar Kassa op Nederland 1 stopte. Om zich te onderscheiden van de zaterdaguitzending, bedachten de makers nieuwe programmaonderdelen voor op de maandag, waarbij de presentator een lossere stijl hanteerde.

### Vaste onderdelen
De vaste onderdelen in het programma waren:
- De test. Het testteam werd in de studio aangewezen en testte uiteenlopende producten, van massage-apparaten tot knoflookpersen, van tosti-ijzers tot notenkrakers en niet-afgevende lippenstiften.
- De voice over (Raymonde de Kuyper) praatte de uitzending aan elkaar. Zij gaf op droge wijze commentaar op het gebeuren in de studio en in de items.
- De gadget van de week, onder de loep genomen door Vincent Everts en Marie-Claire van den Berg.

### Wisselende onderdelen
- Spaartips. Bespaartips, van woning ruilen tot het gratis verven van het haar en kleding ruilen.
- De Kassatester (Stefan Kooyman), die op pad gaat voor het uittesten van verschillende producten.

## Bijzondere uitzendingen
- Op 23 februari 2009 besteedde het programma aandacht aan de Asus EeePc 900 Netbook-computer. De batterij gaat minder lang mee dan bij verkoop is beloofd. Na enige tijd gaf ASUS het probleem toe. Gedupeerden die meerdere malen hun EeePc 900 hebben opgestuurd ter reparatie, kregen een goed werkend model.
- Op 22 december 2008 werd voor het eerst de onderscheiding Product van het Jaar uitgereikt. In de vijf weken die hieraan voorafgingen konden de kijkers stemmen op de vijf genomineerden: Nintendo Wii fit, Fiat 500, Tefal Actifry, Apple iPhone 3G en de Cheersch biertap van Grolsch. Uiteindelijk heeft de Apple iPhone 3G gewonnen met 10 stemmen verschil van de Nintendo WiiFit.

### Geschiedenis
In de periode 2005 tot oktober 2007 werd de verlenging uitsluitend op internet uitgezonden. Met ingang van oktober 2007 werden de internetuitzendingen ook op televisie uitgezonden. Eerst onder de titel Kassa 2, later werd dit Kassa, de verlenging.